# 光荣级铁甲舰
光荣级铁甲舰（法語：Classe Gloire）是由三艘木质外壳的装甲巡航舰所组成的一个舰级，于19世纪50年代末和60年代初为法国海军建造。本舰级首舰为“光荣”号，是世界上第一艘远洋铁甲舰，其姊妹舰为“无敌”号和“诺曼底”号。因为只有一层火炮甲板，光荣级最早被归类为装甲巡航舰。而又因其火炮部署方式为传统的沿着舷侧排列，也被认为是船旁列炮铁甲舰。

## 设计和描述
该舰级由法国海军舰艇设计师迪皮伊·德·罗梅设计，与英国第一批铁甲舰不同，旨在用于战列线作战。本舰级舰身长77.25—78.22（253英尺5英寸—256英尺8英寸），舷宽17（55英尺9英寸），最大吃水深度为8.48（27英尺10英寸），艙深为10.67（35英尺0英寸），排水量在5,618—5,650公噸（5,529—5,561長噸）。本舰级的稳心高度达2.1（7英尺），因此舰体滚摇很严重。由于炮门距离水线以上只有1.88（6英尺2英寸），在实际使用中被证实非常容易浸湿。通常每艘舰上都配备有570名军官和士兵。
光荣级铁甲舰配有一台单座水平往复连杆复式蒸汽机，驱动一具六叶5.8（19英尺0英寸）螺旋桨。这座蒸汽机由8座内椭圆形锅炉提供动力，设计容量为2,500匹指示馬力（1,900千瓦特），在海试中航速超过了13節（24每小時；15英里每小時）。随舰储煤最多可达675公噸（664長噸），可以支持舰只以8節（15每小時；9.2英里每小時）的速度续航4,000（2,500英里）。光荣级诸舰最初配备一具轻型三桅巴肯亭式帆装，帆装面积为1,100平方（11,800平方英尺）。之后被改为2,500平方（27,000平方英尺）全帆装。
本级舰最初装备有36门1858年式164.7（6.5英寸）來福線前膛砲，其中34门（每舷侧14门，舰首2门，舰尾4门作为追击炮）安装在舷侧单装炮甲板上。剩下两门作为舰首炮被安装在上层甲板上。这些火炮可以以322每秒（1,060英尺每秒）的炮口初速发射44.9（99.0英磅）炮弹，在实战中被证明对敌舰装甲伤害不大。这些火炮1868年又被换成1864式來福線後膛砲，6门194毫米和8门240（9.4英寸）炮中的四门安装在炮台中央，剩下的两门194（7.6英寸）炮则取代了之前的舰首炮。
本级舰只的木质舰体由120（4.7英寸）厚熟铁板全包覆。舰体，装甲自水线以上5.4（17英尺9英寸）延伸至水线下2.0（6英尺7英寸）。舰体以上装设有一座露天指挥塔，由100（3.9英寸）厚装甲和10（0.4英寸）厚木质上层甲板防护。

## 舰只
| 舰名                  | 建造者     | 开建          | 下水           | 完工          |
| --------------------- | ---------- | ------------- | -------------- | ------------- |
| “光荣”号 （法語：Gloire）   | 土伦兵工厂 | 1858年3月4日  | 1859年11月24日 | 1860年8月     |
| “无敌”号    | 土伦兵工厂 | 1858年5月1日  | 1861年4月4日   | 1862年3月     |
| “诺曼底”号  | 瑟堡兵工厂 | 1858年9月14日 | 1860年3月10日  | 1862年5月13日 |

## 服役历史

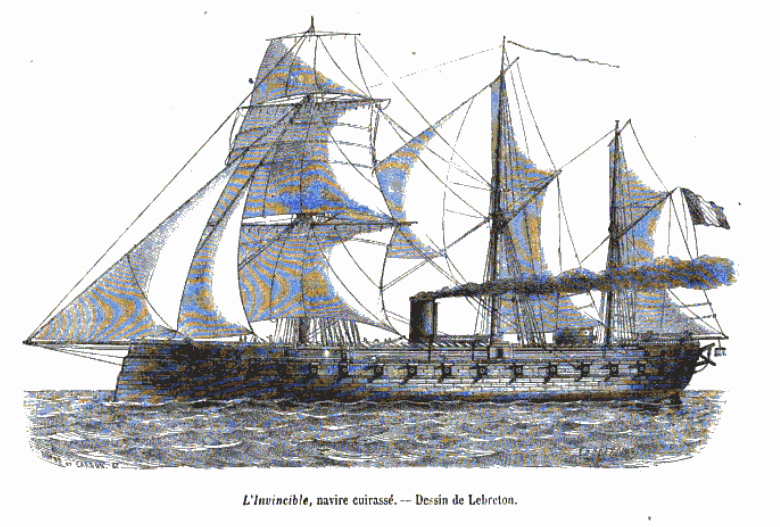
法国铁甲舰“无敌”号

本级三舰服役生涯都相当平淡，绝大部分时间都是编入地中海舰队，仅有几次出海航行。“诺曼底”号支援法国武装干涉墨西哥，成为法军中首艘横渡大西洋的铁甲舰。本级三舰都曾参加普法战争，但并未活跃参战。“光荣”号是本舰级中唯一一艘使用风干木材建造的舰只，因此其舰体寿命极长，直到1879年才被拆解。其姊妹舰仅服役了十年左右就在1871至1872年被报废，之后被拆解。

## 脚注

### 引文
1. 1 2  张恩东 (2018)，第1頁.
2. ↑  李昊 (2019)，第109頁.
3. 1 2 3  张恩东 (2018)，第112頁.
4. ↑  陈悦 (2015)，第234頁.
5. ↑  李昊 (2020)，第15頁.
6. ↑  香港城市大學中國文化中心 (2006)，第206頁.
7. ↑  馬幼垣 (2009)，第653頁.
8. ↑  朱鸿飞 (2016)，第49頁.
9. ↑  Gardiner (1992)，第54頁.
10. ↑  徐國裕 (2013)，第10頁.
11. 1 2 3 4 5 6 7 8 9 10 11 12  Chesneau & Kolesnik (1979)，第286頁.
12. 1 2 3 4 5 6 7 8 9  Gille (1999)，第23頁.
13. ↑  《英汉舰船科技词汇》编辑组 (1975)，第479頁.
14. 1 2 3 4  de Balincourt, Vincent-Bréchignac & Part I，第14頁.
15. 1 2  鄺智文 & 蔡耀倫 (2018)，第39頁.
16. ↑  袁随善 & 何志刚 (1992)，第239頁.
17. ↑  Gardiner (1992)，第159頁.
18. ↑  Silverstone，第101頁.
19. ↑  Gille (1999)，第22-23頁.

## 期刊来源
- de Balincourt, Captain; Vincent-Bréchignac, Captain. . F.P.D.S. Newsletter (F.P.D.S.). 1974, II (2): 12–15, 18. OCLC 41554533 （英语）.
- de Balincourt, Captain; Vincent-Bréchignac, Captain. . F.P.D.S. Newsletter (F.P.D.S.). 1974, II (3): 23–25. OCLC 41554533 （英语）.
- 香港城市大學中國文化中心. 九州學林. 2006, 4 (2): 206. ISSN 1729-9756 （中文（香港））. 缺少或|title=为空 (帮助)